# Karl Anton Vogt

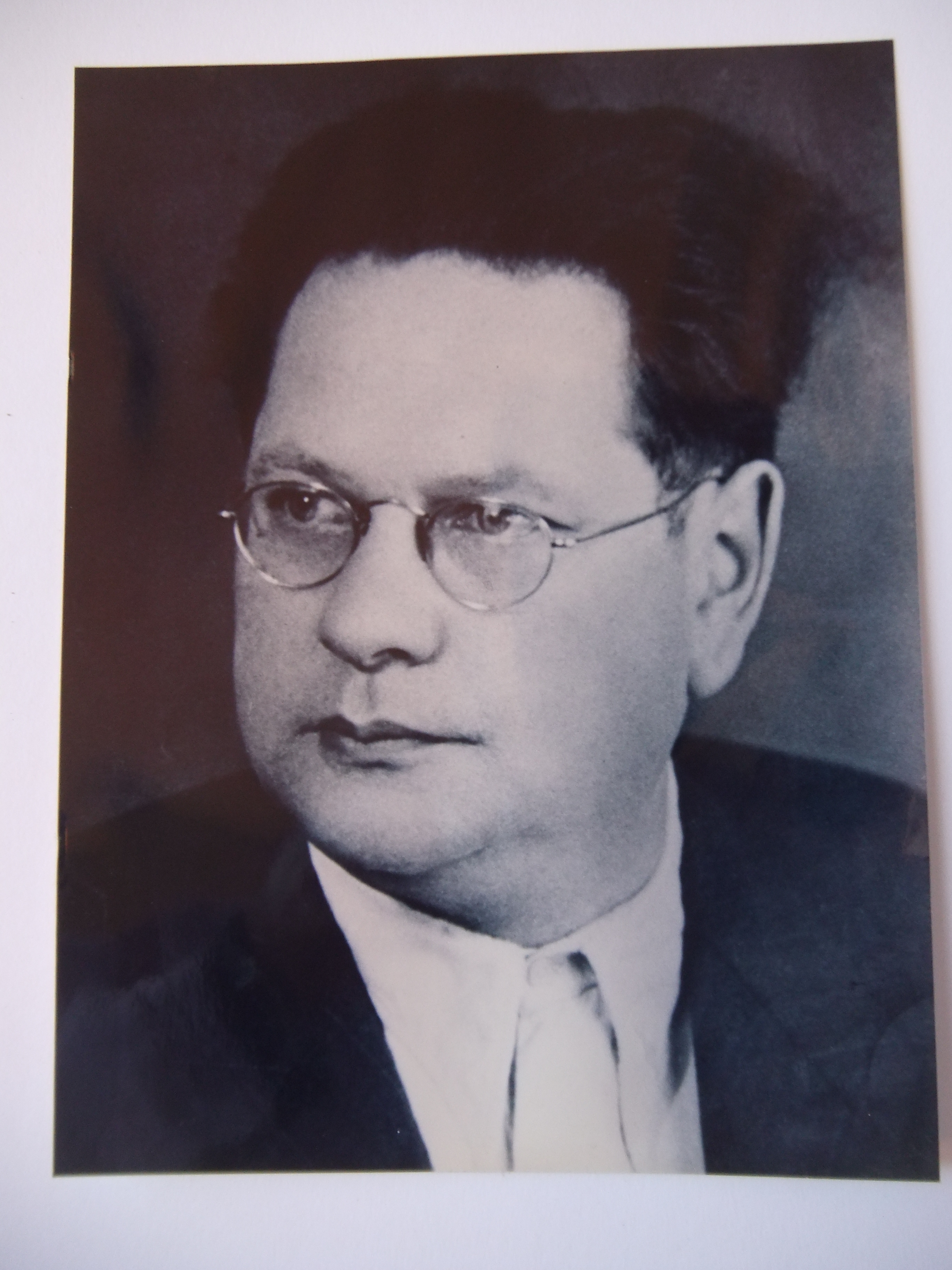
Karl Anton Vogt (ca. 1949)

Karl Anton Vogt (* 4. Februar 1899 in Landstuhl; † 25. November 1951 ebenda) war ein deutscher Schriftsteller und Politiker. Seine Pseudonyme waren Konrad Vauth, Felix Novarum und Der Schlack.

## Leben
Karl Anton Vogt wuchs als drittes von sechs Kindern des Eisenbahningenieurs Valentin Vogt und seiner Ehefrau Karoline geborene Gamber in Landstuhl/Pfalz auf. Von 1911 bis 1917 besuchte er sowohl das Bischöfliche Konvikt in Speyer als auch das humanistische Gymnasium in Kaiserslautern. Mit einer Gasvergiftung kam er zum Ende des Ersten Weltkrieges von der Front zurück. Nach einem Notabitur nahm er an der Julius-Maximilians-Universität Würzburg das Studium der Volkswirtschaftslehre auf und promovierte erst 22-jährig zum Doktor der Staatswissenschaften (m.c.l.) mit dem rechtsgeschichtlichen Thema Das fahrende Volk in der Pfalz. Er war Mitglied der Katholischen Studentenverbindung Normannia  Würzburg. Nach einem Volontariat bei der Saarzeitung und dem Pfälzischen Volksboten begann seine journalistische Laufbahn in Viersen am Niederrhein. Von 1922 bis 1926 war er Geschäftsführer der Deutschen Zentrumspartei für die Städte Mönchengladbach und Viersen sowie der kommunalpolitischen Vereinigung im Kreis Kempen. Zudem war er Dozent an der Verwaltungsschule in Viersen. Bevor er von 1928 bis 1933 als Abteilungsleiter in den Arbeitsämtern Kaiserslautern und Pirmasens tätig wurde, war er in der Geschäftsleitung der politischen (zentrumsnahen) Wochenschrift Deutsche Republik in Frankfurt am Main bzw. München tätig. Diese erschien im Verlag der Rhein-Mainischen Volkszeitung.
Zudem war er von 1931 bis 1933 Verfasser (Pseudonym: Der Schlack) der politik-satirischen Zeitungskolumne Stimmen vom Horeb, die monatlich in der Pirmasenser Zeitung erschien. Die Kolumne wurde im März 1933 von der NSDAP verboten.
Nach der Machtergreifung durch die Nationalsozialisten wurde Vogt am 19. März 1933 u. a. wegen seiner aktiven politischen Tätigkeit in der Zentrumspartei, für die er häufig als Versammlungsredner auftrat, und seiner offenen NS-kritischen Haltung fristlos aus dem Staatsdienst entlassen und danach in sogenannte Schutzhaft genommen. Noch im selben Jahr wurde er aus dem sogenannten Schutzhaft- und Arbeitslager in Lachen-Speyerdorf  bei Neustadt an der Weinstraße (Pfalz) wieder entlassen; der Lagerarzt, ein ehemaliger Klassenkamerad, hatte ihn lagerunfähig geschrieben. Nach vielen Schwierigkeiten mit dem NS-Regime in Form von  Kontrollen und Hausdurchsuchungen wurde er Hauptschriftleiter Kultur beim Pfälzischen Tageblatt und, nachdem diese Zeitung ihr Erscheinen einstellen musste, bei der Pfälzischen Presse in Kaiserslautern. Im Juli 1938 erfolgte die fristlose Entlassung durch das Gaupresseamt der NSDAP (Zitat von Karlheinz Schauder: weil er sich der „braunen Sprachregelung“ nicht beugen wollte und konnte). Um seine Frau und die 5 Kinder versorgen zu können, war er bis zum Ende des Zweiten Weltkrieges als Kaufmann im Bauunternehmen seines Bruders Heinrich tätig.
Als dieser 1947 „nach schwerer Krankheit“ ohne direkten Erben starb, übernahm Karl Anton Vogt die Firma zusammen mit seinen Geschwistern und führte sie, nach Abfindung der Geschwister, ab 1950 als neugegründete GmbH alleine weiter, zusammen mit seiner Ehefrau, seinem ältesten Sohn Hans sowie einem Geschäftsführer.
Politisch engagierte sich Karl Anton Vogt nach 1945 als Mitglied des Rates der Stadt Landstuhl, des Kreistages in Kaiserslautern und der Verfassunggebenden Beratenden Landesversammlung Rheinland-Pfalz, der Vorgängerin des Rheinland-Pfälzischen Landtages. Er war Gründungsmitglied der CDU-Pfalz. Von der französischen Besatzungsmacht wurde er von 1945 bis 1949 als Ehrenamtlicher Bürgermeister der Stadt Landstuhl eingesetzt.
Zum 1. Mai 1950 erfolgte die Wiedereinstellung in den Staatsdienst (Wiedergutmachungsgesetze) als höherer Beamter bei der Bundesarbeitsverwaltung in Kaiserslautern als Regierungsrat. Die Bauunternehmung führte seine Ehefrau mit dem Sohn und dem Geschäftsführer weiter. Die Schriftstellerei pflegte er weiterhin als seine Leidenschaft. Am 25. November 1951 starb Karl Anton Vogt unerwartet – nur 52 Jahre alt – an einem Herzinfarkt.

## Schriften
- Das fahrende Volk in der Pfalz. (rechtsgeschichtliche) Dissertation (bei Geheimrat Prof. Dr. Piloty)  Universität Würzburg 1921.
- Die Moral vun der Geschicht. Lustspiel in pfälzischen Versen und 2 Aufzügen. Buchdruckerei „Pfälzer Volksbote“ Kaiserslautern 1921.
- Der Tell von Heidersbach. Ein deutscher Roman. Hans Müller Verlag, Leipzig 1934.
- Der Pfeiferkönig von Dusenbach. Eine fröhliche Erzählung vom mittelalterlichen Oberrhein. Schöningh, Paderborn 1936 (2. Aufl. mit dem Untertitel Erzählung aus der rheinischen Ritterzeit, Verlag „Nach der Schicht“, Wiebelskirchen 1948).
- Das Drama des heiligen Kanzlers. Historische Novelle. Paulus-Verlag, Kaiserslautern 1935 (über Thomas Morus).
- Noch ist Polen nicht verloren! Historische Novelle um Josef Pilsudski. Paulus-Verlag, Kaiserslautern 1935.[2]
- Josef Anders begegnet dem Leben. Nachkriegsroman (zum 1. Weltkrieg). Sonderdruck, Pfälzer Tageblatt, Kaiserslautern 1936.
- Der Panzer des Unsichtbaren. Buchwarte-Verlag, Berlin 1937 (Zukunftsroman).
- Irrwische im Moor. Hans Müller Verlag, Hamburg 1937 (Roman).
- Der letzte Sickingen. Ein Epigonenschicksal zur Zeit Schillers (Novelle). Sonderdruck, Pfälzer Tageblatt, Kaiserslautern 1937.
- Hans Waldmann. Historischer Roman aus dem 15. Jahrhundert. Orell Füßli Verlag, Zürich und Leipzig 1938.
- Unruhig Herz. Lieder, Balladen, Gedichte. Privatdruck bei Ph. Schneider, Kaiserslautern 1949.
- Bernhard von Clairvaux. Ein Mönch lenkt das Abendland. Historischer Roman. Saar-Verlag, Saarbrücken 1949 (Digitalisat). Taschenbuch (Reprint von 1949), EOD Network 2022, ISBN 3-226-02719-0 (Quelle des Reprint: Universitäts-Bibliothek Regensburg).
- Fröhliche Sippschaft. Geschichten und Abenteuer. Saar-Verlag, Saarbrücken 1949; 2. Auflage: Verlag Hans Paque, Ramstein-Miesenbach 1970.
- Der goldene Skalp. Kriminalroman. Saar-Verlag, Saarbrücken 1949.
- Schinderhannes. Der rheinische Räuberhauptmann. Nach den Kriminalakten im Mainzer Archiv bearbeitet. KV-Verlag, Landstuhl 1950.
- Das Dorf der Fahrenden. Aus der Chronik eines Artistendorfes. KV-Verlag, Landstuhl 1950.
- Kaspar Hauser. Der Findling Europas. Historischer Roman. KV-Verlag, Landstuhl 1950.
- Franz von Sickingen. Schauspiel. Erstaufführung: Heimatfest/Stadtjubiläum 1951 (Rathausplatz). KV-Verlag, Landstuhl 1951.
- Nanna-Ballade. KV-Verlag, Landstuhl 1951. Auf Tonträger erschienen 1974. Sprecher/Rezitator: Theo Schohl und andere. Herausgeber: Heimatfreunde Landstuhl e.V.
- Das Geheimnis von Maria Rosenberg. Volksschauspiel. Uraufführung 2000 (posthum), Burgspiele Landstuhl, Regie: Theo Schohl.  Selbstverlag.
- Sauhert vun Schallorebach. Lustspiel in Pfälzer Mundart, nach einer Erzählung von K.A. Vogt. In Szene gesetzt von E. Richter. Erstaufführung: 2011 Burgspiele Landstuhl. Regie: A. Franz. Selbstverlag.

## Vertonungen von Gedichten
- Lothar Sander: Lieder, Chöre, Kammermusik. Verlag van Geest, LP 1984, CD 1995, darauf Lieder nach Gedichten von Karl Anton Vogt („Mein kleines Haus“, „Wie der Wind heult“).